# Psychotria yaracuyensis
Psychotria yaracuyensis är en måreväxtart som beskrevs av Julian Alfred Steyermark. Psychotria yaracuyensis ingår i släktet Psychotria och familjen måreväxter. Inga underarter finns listade i Catalogue of Life.